# Proctacanthus danforthi
Proctacanthus danforthi là một loài ruồi trong họ Asilidae. Proctacanthus danforthi được Curran miêu tả năm 1951. Loài này phân bố ở vùng Tân nhiệt đới.